# Saxifraga rupicola
Saxifraga rupicola är en stenbräckeväxtart som beskrevs av Adrien René Franchet. Saxifraga rupicola ingår i Bräckesläktet som ingår i familjen stenbräckeväxter. Inga underarter finns listade i Catalogue of Life.